# Municipio de McKinley (condado de Douglas)
El municipio de McKinley (en inglés: McKinley Township) es un municipio ubicado en el condado de Douglas en el estado estadounidense de Misuri. En el año 2010 tenía una población de 204 habitantes y una densidad poblacional de 2,19 personas por km².

## Geografía
El municipio de McKinley se encuentra ubicado en las coordenadas 36°55′44″N 92°9′27″O / 36.92889, -92.15750. Según la Oficina del Censo de los Estados Unidos, el municipio tiene una superficie total de 93.34 km², de la cual 92,86 km² corresponden a tierra firme y (0,51 %) 0,48 km² es agua.

## Demografía
Según el censo de 2010, había 204 personas residiendo en el municipio de McKinley. La densidad de población era de 2,19 hab./km². De los 204 habitantes, el municipio de McKinley estaba compuesto por el 95,1 % blancos, el 1,96 % eran amerindios y el 2,94 % eran de una mezcla de razas. Del total de la población el 0 % eran hispanos o latinos de cualquier raza.